# Zeca de Mello
José Luiz Jansen de Mello Neto (Rio de Janeiro), conhecido atualmente como Zeca de Mello, é um filósofo, professor, cantor e ex-padre brasileiro. Na época em que era sacerdote católico, era conhecido como Padre Zeca, tendo sido o idealizador do movimento "Deus é Dez", que fez sucesso entre a juventude católica no fim dos anos 1990 e início da década de 2000.

## Biografia
Filho de uma família de classe média do Leblon, Zona Sul do Rio de Janeiro, praticava judô e surfe no bairro do Flamengo durante a juventude. Aos 17 anos, resolveu ingressar no Seminário São José para se tornar padre. Em 1995, foi ordenado sacerdote pelo arcebispo Eugênio Sales, passando a atuar nas pastorais Universitária e da Juventude no Vicariato Sul da Arquidiocese de São Sebastião do Rio de Janeiro.
Em 1997, organizou o evento Encontro Gospel Católico do Rio - Deus é Dez, no bairro de Ipanema. A primeira edição recebeu 8 mil pessoas. Já a segunda edição, em 1998, recebeu um público de 15 a 20 mil pessoas. O evento de 1999 reuniu entre 30 a 40 mil pessoas, tendo sido marcado por um ato ecumênico ao lado do pastor luterano Mozart de Noronha Neto e do rabino Sérgio Roberto Margulies. Em 2000, o evento recebeu cerca de 70 mil pessoas. Já em 2001, o evento teve a presença de 50 mil pessoas.
Seu primeiro álbum, intitulado "Deus é Dez", foi lançado em 1998 e vendeu 150 mil cópias. O segundo álbum foi lançado em 1999, chamado "Digo Sim a Deus", obteve 88 mil cópias vendidas.
Afastou-se do sacerdócio em 2006. Estudava desde 2001 na Universidade Gregoriana de Roma e, segundo ele, passou a enfrentar uma crise quando cursava na Itália. Em uma entrevista ao jornal O Globo, ele criticava a ausência de mulheres no Vaticano, que não tinham poder de decisão. Já ao Tribuna do Norte, de Natal, Zeca ressaltou que não se tratava de uma crise de fé – ele não abandonou a fé católica –, mas sim de uma "questão disciplinar".
Na Itália, ele conheceu Stephanie Pensa, bacharel em Literatura Italiana que trabalhava num programa da Universidade de Dartmouth em Roma. Ele ressaltou que não largaria o sacerdócio por causa de uma mulher. Segundo ele, os dois se reencontraram anos depois, quando já havia largado a batina, se casando em 2011.
Desde então, obteve pós-graduação em Administração de Empresas na Coppead, escola de negócios da UFRJ. Tornou-se professor convidado da Fundação Dom Cabral e da Fundação Getúlio Vargas e passou a fazer palestras e consultorias pelo Brasil nas áreas de humanismo e gestão.